# Vodouš velký
Vodouš velký (Tringa melanoleuca) je středně velký až velký severoamerický druh vodouše, bahňáka z čeledi slukovitých. Podobá se ve všech šatech vodouši šedému, od něhož se liší žlutýma nohama. Hřbet je výrazněji bíle skvrnitý, v letu zbarvení kostřece nepokračuje klínovitě na záda. Hnízdí v Severní Americe, vzácně se zatoulává do Evropy (do Británie a Irska každoročně). Výjimečně byl zaznamenán také na území České republiky, odkud pochází preparát získaný v srpnu 1964 u Záhlinic.